# Pulizia etnica dei georgiani in Abcasia
Con l'espressione pulizia etnica dei georgiani in Abcasia o genocidio dei georgiani in Abcasia (georgiano ქართველთა გენოციდი აფხაზეთში, russo Геноцид грузинского населения Абхазии) si designano i massacri e le espulsioni forzate di migliaia di abitanti di etnia georgiana dell'Abcasia durante la guerra abcaso-georgiana, svoltasi nel 1991-1993 (anche se le ostilità ripresero nuovamente nel 1998).
Tra i 10.000 e i 30.000 georgiani furono uccisi dai separatisti abcasi, dai mercenari stranieri e dalle forze della Federazione russa. Tra le vittime si ebbero anche alcuni greci, estoni, russi e abcasi moderati.

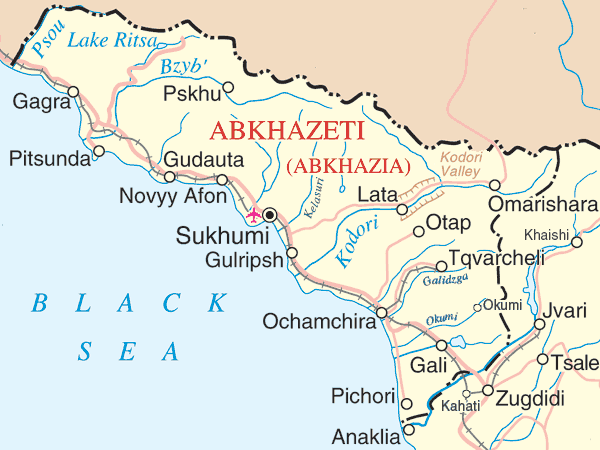
L'Abcasia

Il massacro venne ufficialmente riconosciuto dall'OSCE in una convenzione del 1994, nonché durante un incontro a Budapest nel 1996.
La Corte penale internazionale sta attualmente indagando sulle violenze perpetrate, servendosi del materiale raccolto a partire da 300 fascicoli di prove preparati dall'Ufficio Georgiano dei Pubblici Ministeri.

## La guerra abcaso-georgiana
Le prime tensioni nella repubblica autonoma dell'Abcasia si fecero sentire verso la fine degli anni Ottanta, quando la popolazione si ritrovò spaccata grossomodo in due fazioni: da un lato, gli abitanti di etnia georgiana (circa il 45% della popolazione) appoggiavano la causa dell'indipendenza della Georgia; dall'altro gli abitanti di etnia non georgiana (specie gli abcasi, al tempo minoritari nella repubblica che portava il loro nome) desiderosi di creare uno Stato a sé stante.
Dopo i primi disordini del 1989, il conflitto scoppiò nel luglio del 1992, quando i ribelli abcasi attaccarono gli edifici governativi della capitale della repubblica autonoma, Sukhumi.
Il 23 luglio il governo abcaso proclamò unilateralmente l'indipendenza. Le forze georgiane, inviate nella regione per ristabilire l'ordine, ripresero il controllo di Sukhumi e di gran parte dell'Abcasia, dando inizio ad un'opera di repressione della popolazione di etnia abcasa.
Le sorti della guerra cominciarono a cambiare il 3 settembre 1992, con il cessate il fuoco siglato a Mosca tra georgiani e ribelli.
Dopo aver ricevuto l'aiuto di migliaia di volontari paramilitari riuniti nella Confederazione dei Popoli Montani del Caucaso (CPMC, composta soprattutto da ceceni e cosacchi), i ribelli violarono la tregua e attaccarono Gagra, dandosi al massacro della popolazione civile con il beneplacito delle forze russe.
Successivamente i ribelli presero di mira i villaggi sul fiume Gumista situati a nord di Sukhumi (Kamani, Shroma e Achadare), specie dopo il fallito attacco a Sukhumi. Con l'aiuto delle forze navali russe, i separatisti sbarcarono a Tkvarcheli e attaccarono i villaggi, abbandonandosi nuovamente a violenze e saccheggi.
Il 14 marzo 1993 i ribelli attaccarono nuovamente Sukhumi. Dopo una breve tregua (14 maggio) i ribelli, con l'aiuto determinante dei russi, conquistarono diversi villaggi di importanza strategica. Particolarmente sanguinoso si rivelò l'attacco al villaggio di Kamani.
Sukhumi fu posta sotto assedio il 16 settembre e cadde il 27 dello stesso mese nonostante il tentativo di resistenza. I ribelli, ancora una volta, si diedero al massacro della popolazione civile.

## La caduta di Gagra
Il 3 settembre 1992, i russi mediarono un accordo tra i georgiani e i separatisti abcasi, in base al quale le forze georgiane avrebbero dovuto abbandonare la città di Gagra, mentre i separatisti abcasi avrebbero posto fine agli attacchi sul centro abitato. Fu così che i battaglioni georgiani Shavnabada, Avaza e Aquila Bianca lasciarono Gagra. Rimasero solo alcuni piccoli gruppi armati, composti soprattutto da volontari civili georgiani residenti nella città.
Il 1º ottobre, tuttavia, le forze abcase e i loro alleati violarono l'accordo e attaccarono. In particolare, a distinguersi nelle operazioni furono i ceceni (guidati da Šamil' Basaev, che si sarebbe poi distinto nei massacri) e altri combattenti provenienti dal Caucaso settentrionale radunati nella Confederazione dei Popoli delle Montagne del Caucaso (CPMC). Nel frattempo, i volontari georgiani persero il controllo delle periferie (Leselidze e Kolkhida) e, entro la fine della giornata, del centro cittadino.
Occupata la città, i separatisti e i loro alleati si diedero al massacro della popolazione di etnia georgiana, compiendo saccheggi, stupri e torture. In particolare, ad essere presi di mira furono bambini e giovani. Alle cinque del pomeriggio circa 1.000-1.500 civili furono radunati nello stadio di Gagra, uccisi e sepolti in una fossa comune nei pressi della struttura. A finire vittime degli occupanti furono anche molti abitanti di etnia non georgiana che avevano tentato di proteggere i loro concittadini georgiani.

## Il massacro di Kamani
Dopo il fallito tentativo di attacco su Sukhumi (14 marzo 1993), il 4 luglio i separatisti e i loro alleati (CPMC e Battaglione Bagramyan) vennero trasportati da unità navali russe verso la città di Tkhvarcheli: cominciò così l'attacco ai villaggi situati nel nord del distretto di Sukhumi.
Le forze georgiane e i volontari loro alleati, di stanza nei villaggi di Stroma, Tamishi e Kamani furono colti di sorpresa. Il 5 luglio, i georgiani persero 500 uomini dopo poche ore di lotta. Il villaggio di Kamani, allora abitato da genti Svan (un sottogruppo georgiano) e da una comunità di religiosi ortodossi, cadde così nelle mani degli attaccanti.
Circa 120 abitanti del villaggio furono sterminati e la chiesa di San Giorgio fu teatro di un orrendo massacro. Le monache furono stuprate e uccise sotto gli occhi di padre Yuri Anua e padre Andria. Condotti fuori dall'edificio, i due sacerdoti furono prima insultati e poi uccisi. Venne assassinato anche un altro sacerdote, di etnia abcasa, costretto a sparare a padre Andria prima di cadere a sua volta vittima dei ribelli.
Atrocità di questo tipo si verificarono anche nei vicini villaggi di Stroma, Tamishi, Aguzera, Gulripsh e Labra.

## La presa di Sukhumi
Il 27 luglio 1993, un accordo simile a quello già stipulato per Gagra riguardò la città di Sukhumi. A mediare furono russi e rappresentanti dell'ONU. I separatisti abcasi e i loro alleati promisero di cessare i bombardamenti sulla città, mentre la maggior parte delle forze georgiane venne evacuata verso Poti a bordo di navi russe: la città rimase così senza difese. Molti civili decisero comunque di rimanere e il 1º settembre le scuole vennero riaperte.
Il 16 settembre, nonostante l'accordo, i ribelli abcasi, il CPMC e alcune forze speciali russe sferrarono un nuovo attacco.
L'assedio si protrasse per 12 giorni: le perdite umane furono ingenti da ambo le parti. Alle forze georgiane rimaste in città, prive di carri armati e armamenti pesanti, si unirono molti civili e persino gli attori del teatro cittadino. Il 27 settembre, tuttavia, la città cadde.Circa 1.000 civili perirono durante i rastrellamenti. Gli occupanti scatenarono la loro ferocia soprattutto nei confronti del sindaco e di altri membri di spicco della cittadinanza.
Le atrocità proseguirono nelle due settimane successive, con episodi particolarmente odiosi. Un bambino di circa 5 anni venne ucciso dinanzi agli occhi della madre. A cadere vittime furono anche gli abitanti di etnia non georgiana che protessero i loro concittadini georgiani: un abcaso fu ucciso dinanzi ai suoi figli da un soldato dell'Adighezia per il fatto di non aver preso parte ai massacri; un altro fu assassinato insieme all'amico georgiano che aveva protetto.

## Ochamchira
Il massacro di Ochamchira ricorda nelle dinamiche quello di Gagra del 1992. Entrati nella piccola città, i ribelli radunarono la popolazione nello stadio di calcio. Uomini, donne e bambini furono separati. In poche ore, gli uomini furono tutti uccisi. Vennero organizzati dei campi di concentramento dove donne e ragazze furono tenute per 25 giorni e ripetutamente stuprate.
Atrocità furono poi compiute nell'intero distretto di Ochamchire, specie a Kochara, dove furono uccisi almeno 235 abitanti su 5.340 abitanti.

## La regione di Gali
Durante le prime fasi della guerra, la regione di Gali, abitata perlopiù da georgiani, fu risparmiata.
Tuttavia, i separatisti abcasi e i loro alleati attaccarono successivamente, tra l'8 e il 13 febbraio 1994, compiendo assassini, stupri e distruzione di abitazioni (circa 4.200 case distrutte). Le forze di interposizione russe non intervennero per fermare le violenze.
Nella regione di Gali la pulizia etnica tra il 1995 e il 1996 provocò 450 morti e migliaia di rifugiati. Nel 1997 altri 1.300 civili persero la vita. Entro il 1998, gran parte della popolazione georgiana di Gali (circa 50.000 individui) aveva lasciato la regione.

## Il dopoguerra
La guerra ha provocato in totale circa 270.000-300.000 sfollati in varie regioni georgiane, specie in Megrelia; molti di essi hanno dovuto abbandonare la loro patria per cercare un lavoro in Russia.
Almeno 40.000 rifugiati tentarono di fare ritorno dopo il cessate il fuoco del 1994, salvo poi abbandonare nuovamente l'Abcasia a seguito del riesplodere del conflitto.
Al giorno d'oggi rimane precaria la situazione nel distretto di Gali, nonostante le proteste del governo georgiano che denuncia la persecuzione dei pochi georgiani rimasti e la preoccupazione della comunità internazionale per la situazione abcasa.
Come conseguenza dei combattimenti, la popolazione in Abcasia è notevolmente diminuita e i georgiani, un tempo rappresentanti la maggioranza, sono ridotti ad una minoranza.